# Sint-Joriskerk (Schwarzenberg)

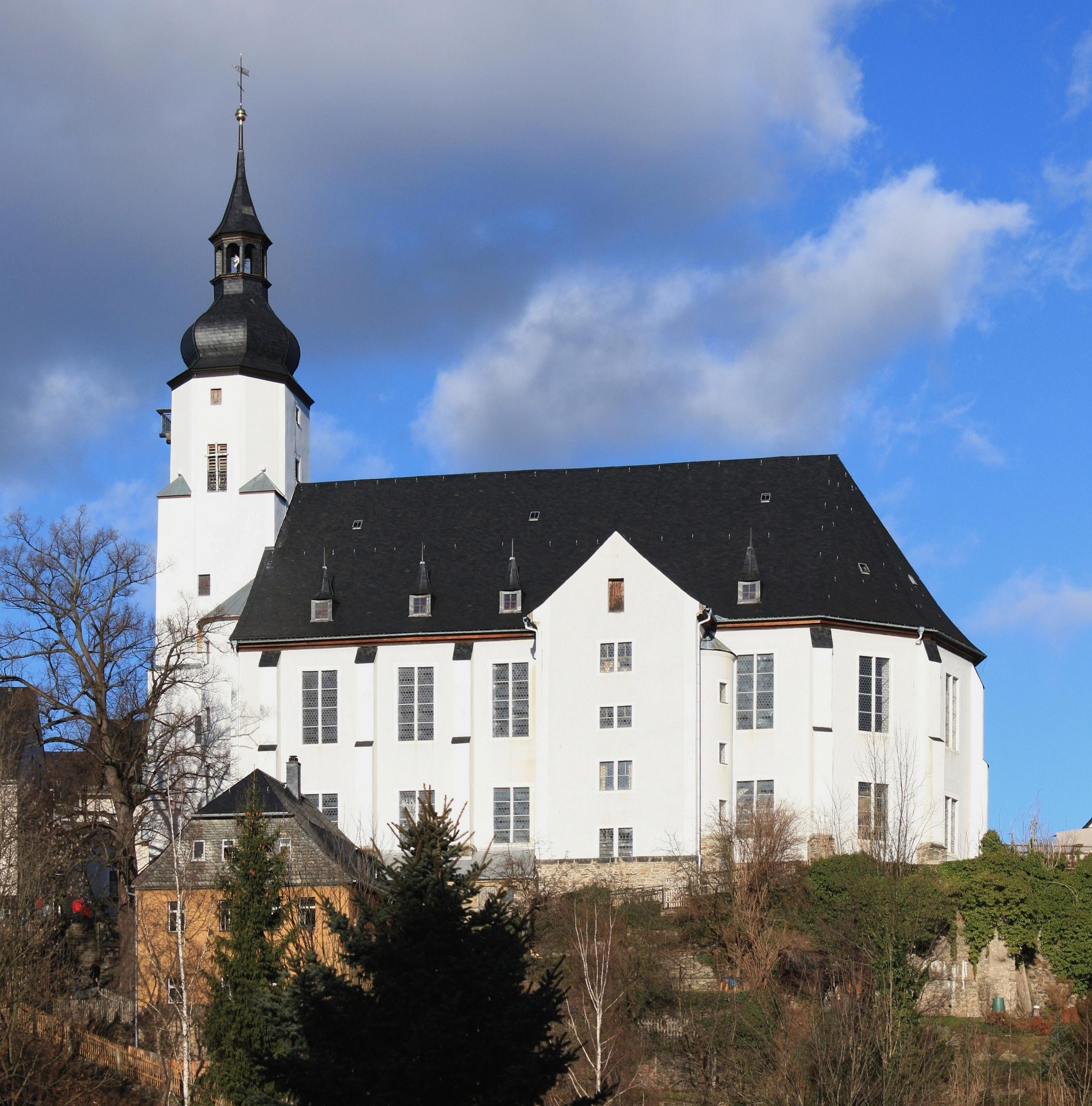
St.-Georgen-Kirche

De Sint-Joriskerk (St.-Georgen-Kirche) is een barokke zaalkerk, die samen met het kasteel het stadsbeeld van Schwarzenberg domineert.

## Geschiedenis
De oude kerk was voor de inwoners van de stad te klein en onbeduidend; er werd een nieuwe kerk gebouwd die werd gedoneerd door de Saksische keurvorst Johann Georg III. Op 6 mei 1690 werd een tinnen bord ingemetseld. De plannen werden ontworpen door de architect Johann Georg Roth uit Lößnitz. Voor de bouw waren de bouwmeester Johann Georg Pauli en de timmerman Samuel George uit Schwarzenberg verantwoordelijk. Na negen jaar bouwen werd de kerk op 22 oktober 1699 ingewijd.